# Erkki Tuomioja
Erkki Sakari Tuomioja (Helsinki, 1º luglio 1946) è un politico finlandese, ministro del Governo Katainen.
Ha ricoperto la carica di Ministro degli Affari Esteri finlandese dal 2000 al 2007. È ritenuto uno degli uomini politici più letti tra quelli ancora attivi nel panorama politico finlandese.
Tuomioja è membro del Partito Socialdemocratico Finlandese, sebbene le sue visioni politiche siano ritenute più orientate a sinistra rispetto alla linea del partito.
Nel 2001 molti politici israeliani fra cui Shimon Peres hanno duramente criticato le affermazioni di Erkki Tuomioja che paragonava il trattamento riservato ai palestinesi da parte di Israele alle persecuzioni nei confronti degli ebrei nella Germania nazista.
Nel 2006, come riportato dal Corriere della Sera, Tuomioja riferendosi alla guerra fra Libano e Israele ha scritto sul suo blog:
"Il vecchio principio 'occhio per occhio', nella versione aggiornata 'venti occhi per un occhio' non può servire i legittimi interessi di sicurezza del popolo israeliano".